# Eichengalerie
Die Eichengalerie ist ein Naturdenkmal im Oberwald östlich von Darmstadt, nahe der Gemarkungsgrenze zu Messel.

## Flora und Geschichte
Die Eichenreihe (und teilweise Buchenreihe) besteht aus teilweise zwischen 250 und 350 Jahre alten Bäumen.
Es handelt sich dabei um eine Natursehenswürdigkeit, die mit der Landwehrgeschichte Hessens verbunden ist.
Die Eichengalerie bildet einen markanten und aus landschaftsgestalterischer Sicht erhaltungswürdigen Landschaftsteil.
Daneben ist die Galerie am Bohlenweg im Gewann Stümelches Hecke ein wichtiger Lebensraum für viele Lebewesen der Rote-Liste-Arten.
Östlich der Baumreihe befindet sich der parallel verlaufende Sülzbach.

## Naturdenkmal
Seit 1993 ist die Eichengalerie Naturdenkmal. Schutzgrund ist das Alter, die Schönheit, die Seltenheit und die landeskundliche Bedeutung der Galerie.

## Alte Landwehr
Die „Alte Landwehr“ ist ein insgesamt 20 Kilometer langer Grenzgraben, der sich von West nach Ost um Darmstadt herumzieht.
Im 14. Jahrhundert legten die Grafen von Katzenelnbogen diesen frühen, kleinen „Limes“ an.
Die Landwehr zog sich zwischen dem Gebiet der Grafen von Katzenelnbogen und der Grafen von Isenburg entlang.
Ihr Verlauf lässt sich von Bayerseich aus rekonstruieren, von wo die Landwehr in fast gerader Linie Richtung Messel verlief.
Unmittelbar an der Messeler Gemarkungsgrenze bog die Landwehr direkt nach Süden ab, verlief längs über die Scheftheimer Wiesen, westlich an Roßdorf vorbei bis in die Nähe von Ober-Ramstadt.
Die Eichengalerie war Teil der Landwehr.
Im Bereich der Scheftheimer Wiesen ist die „Alte Landwehr“ noch gut erhalten und wurde teilweise rekonstruiert.
Die Landwehr sollte den Holzdiebstahl im eigenen Wald erschweren.
Daneben diente die Landwehr den Fürsten auch als Wildschutzzaun und als Zollbarriere.
An den Übergängen in der Landwehr ließen sich bequem Zollstationen einrichten, an denen den Händlern Zölle auf ihre Waren abverlangt wurden.
Die „Alte Landwehr“ steht unter Denkmalschutz.